# Oscar de melhor engenharia de efeitos
O prêmio de Melhor Engenharia de Efeitos foi concedido apenas na primeira cerimônia (1927-1928).
| Ano       | Vencedor | Profissional | Estúdio   | Outros Indicados                                                                          |
| --------- | -------- | ------------ | --------- | ----------------------------------------------------------------------------------------- |
| 1927-1928 | Wings    | Roy Pomeroy  | Paramount | (sem especificação de filme) Ralph Hammeras (sem especificação de filme) Nugent Slaughter |